# Освітнє право України
Освітнє право  – система  норм, якими регулюються суспільні відносини у сфері освіти.
Об’єктом освітнього права є суспільні відносини, які виникають у процесі здійснення освітньої діяльності .
Предметом освітнього права є система, принципи та форми освіти, статус суб’єктів освіти, права здобувачів освіти, порядок підготовки науково-педагогічних працівників, гарантії освітянської діяльності  та забезпечення прав освітян.
Освітнє право має самостійну значущість окремої галузі права, предметом якої є дана стаття, що зосереджена на доктринальних та правових питаннях освіти. Зміст даної статті не співпадає зі змістом статті "Освіта в Україні", предметом якої є організаційні та історичні питання освіти і не розглянуті питання освіти як окремої галузі права. 

## Зміст та особливості освітнього права України
Освіта людини – система набуття знань, умінь, навичок, здатностей та компетентностей, отримання яких створює передумови для розвитку і благополуччя людини та прогресу суспільства.  У сучасному інформаційному світі пріоритетом освіти стає не тільки отримання знань у певній галузі науки і техніки, а що найважливіше, формування здатностей в першу чергу: на пізнавальному та репродуктивному рівні – здобувати та відтворювати знання; на алгоритмічному рівні – самостійно здійснювати інтегративний аналіз здобутої інформації та ефективно використовувати такий аналіз в практичній діяльності; на евристичному рівні - здійснювати евристичний пошук нових здобутків науки; на творчому рівні - самостійно продукувати нові ідеї та використовувати їх для розв’язання нестандартних завдань та проблемних ситуацій.
Форми, принципи та порядок здійснення освіти в Україні (за виключенням самоосвіти, яка здійснюється у порядку свободного волевиявлення) визначаються нормами овітнього права.  
Освітнє право України грунтується на ст. 53 та інших нормах-принципах Конституції України, а також  включає не досить кодифіковану систему законодавчих та інших нормативних актів: а)  Законів України:  «Про освіту», «Про вищу освіту»», «Про дошкільну освіту», «Про загальну середню освіту», «Про професійно-технічну освіту», «Про позашкільну освіту»; б) підзаконних нормативних актів: «Порядок надання освітніх послуг особам, які здобувають дошкільну чи повну загальну середню освіту та перебувають на стаціонарному лікуванні або яким надається реабілітаційна допомога в закладах охорони здоров’я», Затвердженому  Постановою Кабінету Міністрів України від 28 жовтня 2021 р. № 1160;  "Порядок присудження ступеня доктора філософії" та іншв правові акти  та  сформовані програми і стратегій розвитку суспільства.
Фінансування освіти здійснюється відповідно до Закону України «Про Державний бюджет України».
Незважаючи на активні реформи освітнього законодавства, наразі є  певні проблеми  сучасного освітнього права: 1) недостатня системність законодавчих актів; 2) відсутність виваженої доктрини освітнього процесу та обґрунтованої стратегії правотворчоті  в сфері освіти; 3) існуюча система освітнього права розпорошена як по окремим законодавчим, так і підзаконним нормативним актам, що не виключає повторів, нестиковок та суперечностей; 4) відсутність інтегративного кодифікованого законодавчого акту освітянської галузі права; 5) розробка освітянського законодавства має відбуватися відповідно до принципу чіткої юридичної визначеності, реалізуючи засади свободи творчої діяльності, верховенства права та інших конституційних принципів правової держави; 6) освітянське право має нейтралізувати тенденції бюрократизації освітнього процесу, створюючи демократичний єдиний освітній правовий прості України.
Релевантною є розробка та прийняття  Кодексу освіти України, а також  галузевого стандарту прав учасників освітнього процесу – Конвенції прав освітян.
Рівні освіти в Україні за чинним законодавством:
- дошкільна освіта;
- початкова освіта;
- базова середня освіта;
- профільна середня освіта;
- перший (початковий) рівень професійної (професійно-технічної) освіти;
- другий (базовий) рівень професійної (професійно-технічної) освіти;
- третій (вищий) рівень професійної (професійно-технічної) освіти;
- фахова передвища освіта;
- початковий рівень (короткий цикл) вищої освіти;
- перший (бакалаврський) рівень вищої освіти;
- другий (магістерський) рівень вищої освіти;
- третій (освітньо-науковий/освітньо-творчий) рівень вищої освіти (ч. 2 ст. 10 Закону України «Про освіту»).

Повна загальна середня освіта в Україні є обов’язковою і здобувається в інституційних або індивідуальних формах, визначених законодавством. Держава гарантує усім громадянам України та іншим особам, які перебувають в Україні на законних підставах, а також кожній дитині незалежно від підстав її перебування в Україні право на безоплатне здобуття повної загальної середньої освіти відповідно до стандартів освіти у державних і комунальних навчальних закладах ( ч.3 ст. 4, ст. 12  Закону України «Про освіту»; ст. 6 Закону України «Про загальну середню освіту» ).
Підготовка фахівців з вищою освітою здійснюється на основі Закону України "Про вищу освіту" за відповідними освітніми програмами на таких рівнях вищої освіти:
- початковий рівень (короткий цикл) вищої освіти;
- перший (бакалаврський) рівень;
- другий (магістерський) рівень;
- третій (освітньо-науковий/освітньо-творчий) рівень.

Другий (магістерський) рівень вищої освіти передбачає набуття здобувачами вищої освіти здатності до розв’язування задач дослідницького та/або інноваційного характеру у певній галузі професійної діяльності.
Третій (освітньо-науковий/освітньо-творчий) рівень передбачає набуття здобувачами вищої освіти здатності розв’язувати комплексні проблеми в галузі професійної та/або дослідницько-інноваційної діяльності. Особа має право здобувати ступінь доктора філософії під час навчання в аспірантурі (ад’юнктурі). Нормативний строк підготовки доктора філософії в аспірантурі (ад’юнктурі) становить чотири роки.
Правові основи підготовки науково-педагогічних кадрів визначаються  Порядком присудження ступеня доктора філософії та скасування рішення разової спеціалізованої вченої ради закладу вищої освіти, наукової установи про присудження ступеня доктора філософії,  «Порядком присудження та позбавлення наукового  ступеня доктора наук»,  та деякими  іншими підзаконними нормативними актами. Важливо, щоб такі порядки регламентувались на законодавчому рівні та стали предметом аналізу при  розробці та прийнятті Кодексу освіти України.
Для сприяння забезпеченню якості освіти Законом України від 2 листопада 2021 року № 1838-IX «Про внесення змін до деяких законів України щодо функціонування Національного агентства із забезпечення якості вищої освіти» сформовані право основи діяльності Національного агентства із забезпечення якості вищої освіти.

## Принципи освітнього права

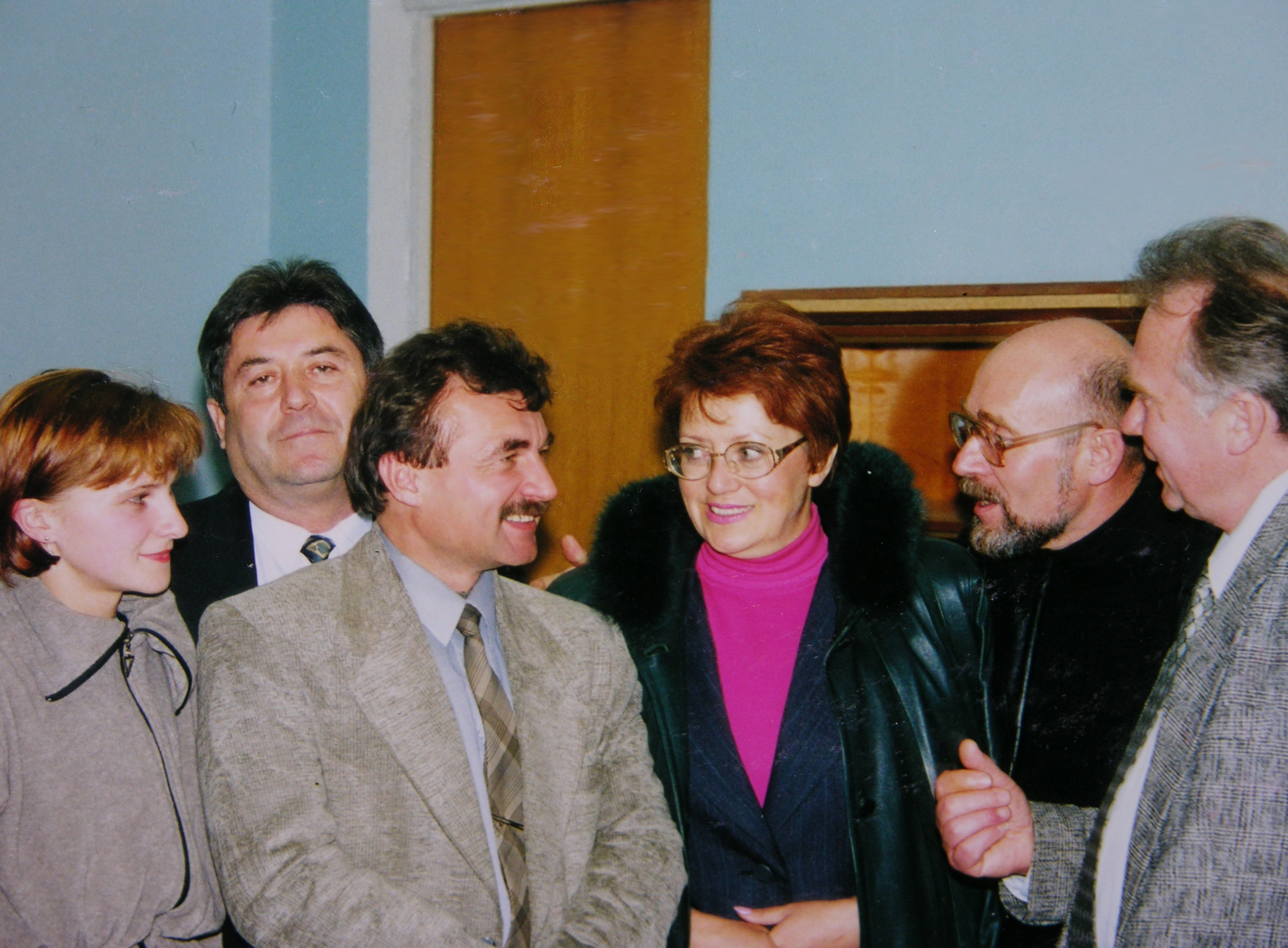
Дискусія про людиноцентризм

Принципами «Освітнього права»  України є: людиноцентризм; верховенство права; забезпечення якості освіти та якості освітньої діяльності; забезпечення рівного доступу до освіти без дискримінації за будь-якими ознаками, у тому числі за ознакою інвалідності; розвиток інклюзивного   освітнього середовища, у тому числі у закладах освіти, найбільш доступних і наближених до місця проживання осіб з особливими освітніми потребами; забезпечення універсального дизайну та розумного пристосування; науковий характер освіти; різноманітність освіти; цілісність і наступність системи освіти; прозорість і публічність прийняття та виконання управлінських рішень; відповідальність і підзвітність органів управління освітою та закладів освіти, інших суб’єктів освітньої діяльності перед суспільством; інституційне відокремлення функцій контролю (нагляду) та функцій забезпечення діяльності закладів освіти; інтеграція з ринком праці; нерозривний зв’язок із світовою та національною історією, культурою, національними традиціями; свобода у виборі видів, форм і темпу здобуття освіти, освітньої програми, закладу освіти, інших суб’єктів освітньої діяльності; академічна доброчесність; академічна свобода; фінансова, академічна, кадрова та організаційна автономія закладів освіти у межах, визначених законом; гуманізм; демократизм; єдність навчання, виховання та розвитку; виховання патріотизму, поваги до культурних цінностей Українського народу, його історико-культурного надбання і традицій; формування усвідомленої потреби в дотриманні Конституції та законів України, нетерпимості до їх порушення; формування поваги до прав і свобод людини, нетерпимості до приниження її честі та гідності, фізичного або психологічного насильства, а також до дискримінації за будь-якими ознаками; формування громадянської культури та культури демократії; формування культури здорового способу життя, екологічної культури і дбайливого ставлення до довкілля; невтручання політичних партій в освітній процес; невтручання релігійних організацій в освітній процес (крім випадків, визначених цим Законом); різнобічність та збалансованість інформації щодо політичних, світоглядних та релігійних питань; державно-громадське управління; державно-громадське партнерство; державно-приватне партнерство; сприяння навчанню впродовж життя; інтеграція у міжнародний освітній та науковий простір; нетерпимість до проявів корупції та хабарництва; доступність для кожного громадянина всіх форм і типів освітніх послуг, що надаються державою; рівних можливостей для всіх (ст. 6 Закону України «Про освіту»).
Академічна свобода — самостійність і незалежність учасників освітнього процесу під час провадження педагогічної, науково-педагогічної, наукової та/або інноваційної діяльності, що здійснюється на принципах свободи слова і творчості, поширення знань та інформації, проведення наукових досліджень і використання їх результатів та реалізується з урахуванням обмежень, встановлених законом.
Людиноцентризм — це філософія гуманістично орієнтованої політики і практики державотворення. Вона повинна бути спрямована на подолання внутрішньої порожнечі, фактичної руйнації свідомості та світогляду. Це філософія творення людини — конкретної, живої, енергійно напруженої, діяльність якої обумовлена єдністю розуму і душі.

## Гарантії у сфері освітнього права
Гарантії – це відповідні умови, засоби і методи, які передбачені конституційними та іншими законодавчими нормами та нормами моралі, а також заходами фінансового, матеріального і логістичного характеру, що забезпечують практичну реалізацію права та  захист його від будь-яких посягань.
Ст. 6 Конституції України визначає, що органи законодавчої, виконавчої та судової влади здійснюють свої повноваження у встановлених цією Конституцією межах і відповідно до законів України. Ст. 19 Конституції України проголошує: ніхто не може бути примушений робити те, що не передбачено законом; органи державної влади і їх посадові особи зобов'язані діяти лише на підставі, в межах повноважень та у спосіб, визначений законами. Такий підхід обмежує правом владу як взагалі, так і в освітньому праві, зокрема, забезпечує верховенство права в сфері освітнього процеса.
Важливою гарантією у сфері освітнього права  є засадничі законодавчі положення:
а) ч. 1 ст. 78 Закону України: «Про освіту», де визначено:  «Держава забезпечує асигнування на освіту в розмірі не менше ніж 7 відсотків валового внутрішнього продукту за рахунок коштів державного, місцевих бюджетів та інших джерел фінансування, не заборонених законодавством.
б) ч. 4 ст. 80 Закону України: «Про освіту», де визначено:
«Об’єкти та майно державних і комунальних закладів освіти не підлягають приватизації чи використанню для провадження видів діяльності, не передбачених спеціальними законами, крім надання в оренду з метою надання послуг, які не можуть бути забезпечені безпосередньо закладами освіти, пов’язаних із забезпеченням освітнього процесу або обслуговуванням учасників освітнього процесу, з урахуванням визначення уповноваженим органом управління можливості користування державним або комунальним нерухомим майном відповідно до законодавства».